# Monumentul lui Heinrich Heine (Bronx)
Monumentul lui Heinrich Heine este expus în cartierul Bronx din New York City fiind numit în engleză "Loreley Fountain" (Fântâna Loreley). 
Monumentul, dăltuit din marmură albă din Lasa, Tirolul de Sud, reprezintă o fântână arteziană, deasupra căruia stă o femeie (Loreley), a fost ridicat în memoria poetului și scriitorului Heinrich Heine. 
Inițial monumentul trebuia se fie ridicat în 1897 în Düsseldorf, cu ocazia centenarului lui Heinrich Heine, dar în urma agitațiilor antisemite din Imperiul German, monumentul creat de sculptorul german Ernst Herter a fost dezvelit în iulie 1899 în Bronx, SUA.